# Атакора (департамент)

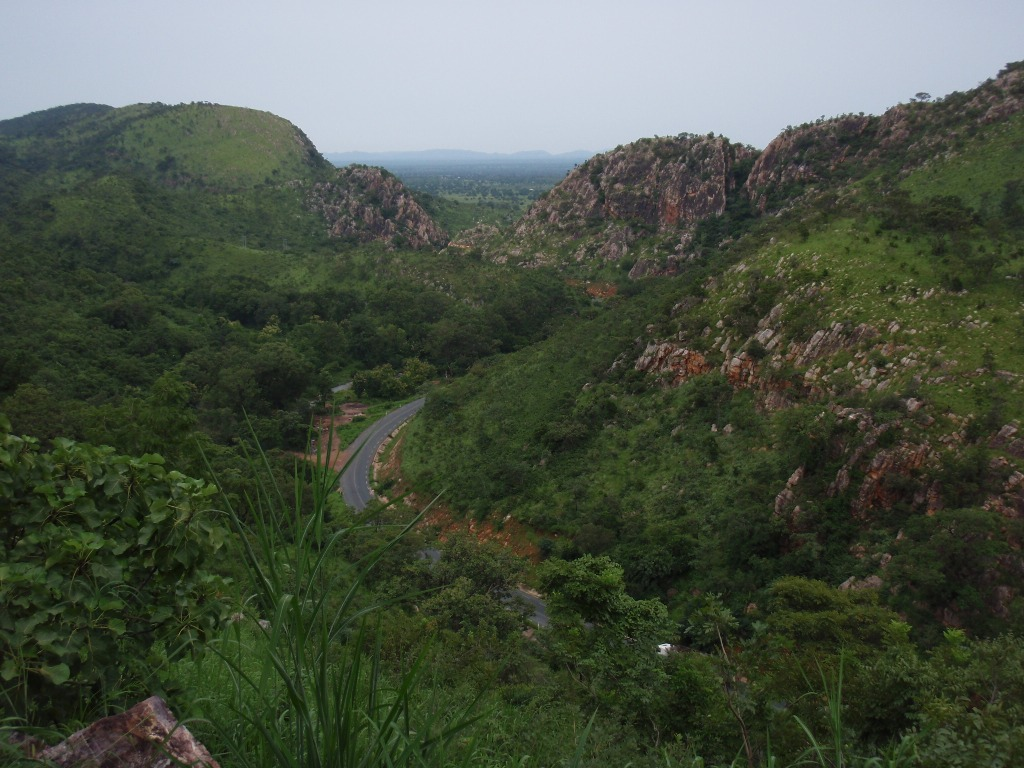
Гори Атакора

Атакора — північно-західний департамент Беніну. Межує з Того на заході й Буркіна-Фасо на півночі. На сході межує з департаментами Аліборі й Боргу, на півдні — з департаментом Донга. Найбільш гірський департамент Беніну. Тут розташовані гори Атакора висотою до 800 м. Головні міста — Натітінгу й Тангієта. 1999 року південна частина Атакори була відокремлена у новий департамент — Донга. Адміністративний центр — місто Натітінгу. Включає 9 комун:
- Букомбе (фр. Boukombé)
- Коблі (фр. Cobli)
- Керу (фр. Kerou)
- Куанде (фр. Kouandé)
- Матері (фр. Matéri)
- Натітінгу (фр. Natitingou)
- Пехунко (фр. Pehunco)
- Тангієта (фр. Tanguieta)
- Тукунтуна (фр. Toucountouna)